# Felipe Leal Fernández
Felipe Gerardo Leal Fernández (Ciudad de México, 18 de junio de 1956) es un arquitecto y académico mexicano. Entre sus obras destacan los estudios de trabajo para Vicente Rojo, Gabriel García Márquez, Magali Lara, Ángeles Mastretta, Alejandro Rossi, Carmen Boullosa, entre otros; la sede de la Academia Mexicana de Ciencias y la Unidad Académica de la UNAM en Morelia.

## Biografía
Nació el 18 de junio de 1956 en la Ciudad de México. Estudió la licenciatura en Arquitectura en la Facultad de Arquitectura de la Universidad Nacional Autónoma de México (UNAM) y la maestría en Investigación y Docencia, Área de Arquitectura, en la misma universidad. Desde 1979 es profesor titular de la Facultad de Arquitectura de la UNAM.
Fue director de la Facultad de Arquitectura por dos periodos (1997-2005) y coordinador de Proyectos Especiales de la UNAM y de la gestión para inscribir en la Lista del Patrimonio Mundial de la Unesco a la Ciudad Universitaria de la UNAM (2007). Fungió como Autoridad del Espacio Público del Gobierno de la Ciudad de México (2008) y secretario de Desarrollo Urbano y Vivienda del Gobierno del D.F. (2009-2012), durante su gestión se desarrollaron obras de recuperación de espacios públicos, entre ellos, el Corredor Peatonal de la calle de Madero, la Plaza de la República, el Monumento a la Revolución, la recuperación integral de la Alameda Central y el entorno de la Basílica de Guadalupe. Condujo durante 18 años el programa radiofónico La Arquitectura en el Espacio y en el Tiempo, en Radio UNAM (1996- 2014). 
Desde el 2009, Felipe Leal es miembro del Seminario de Cultura Mexicana y desde el 2019 preside a la institución. Ingresó a  El Colegio Nacional el 26 de abril de 2021.

## Obras representativas
● 	Conjunto Lo Alto, Huixquilucan, Estado de México (2004).
● 	Tienda PUMA, Ciudad Universitaria, Ciudad de México (2006).
● 	La Unidad Académica de la UNAM en Morelia, Michoacán (2007).
● 	Sede de la Academia Mexicana de Ciencias, Ciudad de México (2008).
● 	Museo del Tequila y el Mezcal, Ciudad de México (2010).
● 	Plaza de la República, Ciudad de México (2009-2010)
● 	Corredor Madero, Ciudad de México (2009-2010)
● 	Plaza Garibaldi, Ciudad de México (2011)
● 	Alameda Central, Ciudad de México (2012)
● 	Entorno de la Basílica, Ciudad de México (2012)
● 	Renovación Parque Papagayo, Acapulco (2020)